# Avareninganakoppal, Channarayapatna
Avareninganakoppal là một làng thuộc tehsil Channarayapatna, huyện Hassan, bang Karnataka, Ấn Độ.